# Куровка
Куровка (на полски: Kurówka) е река в Югоизточна Полша, десен приток на река Висла. Общата ѝ дължина е близо 50 km, а площта на водосборната ѝ област е 395,4 km2. Извира близо до с. Пиотровице Велки и се влива във Висла при Пулави. Едни от най-важните градове по поречието на Куровка са: Пулави, Куров, Консковола, Маркушов и Гарбов.
Тъй като заводът за производство на азот в Пулави използва реката като свой основен водоизточник, реката е отделена от Висла чрез система от язовирни стени и шлюзове. В реката се вливат много поточета, но най-големите притоци са Бялка (десен) и Гарбовка, наричана още Струга Куровска (ляв).